# Pimpinella olivieri
Pimpinella olivieri är en flockblommig växtart som beskrevs av Pierre Edmond Boissier. Pimpinella olivieri ingår i släktet bockrötter, och familjen flockblommiga växter. Inga underarter finns listade i Catalogue of Life.